# Tustin (Californië)
Tustin is een plaats (city) in de Amerikaanse staat Californië, en valt bestuurlijk gezien onder Orange County.

## Demografie
Bij de volkstelling in 2000 werd het aantal inwoners vastgesteld op 67.504.
In 2006 is het aantal inwoners door het United States Census Bureau geschat op 69.665, een stijging van 2161 (3,2%).

## Geografie
Volgens het United States Census Bureau beslaat de plaats een oppervlakte van
29,5 km², geheel bestaande uit land. Tustin ligt op ongeveer 26 m boven zeeniveau.

## Plaatsen in de nabije omgeving
De onderstaande figuur toont nabijgelegen plaatsen in een straal van 16 km rond Tustin.